# NGC 6297
NGC 6297 (другие обозначения — NGC 6298, UGC 10690, ZWG 299.50, NPM1G +62.0208, PGC 59525) — линзообразная галактика (S0) в созвездии Дракон.
Этот объект занесён в новый общий каталог несколько раз, с обозначениями NGC 6297, NGC 6298.
Этот объект входит в число перечисленных в оригинальной редакции «Нового общего каталога».